# Pachygonidia drucei
Pachygonidia drucei är en fjärilsart som beskrevs av Rothschild och Jordan 1903. Pachygonidia drucei ingår i släktet Pachygonidia och familjen svärmare. Inga underarter finns listade i Catalogue of Life.